# Catedral de El Havre
La catedral de El Havre o catedral Notre-Dame-de-Grâce (antiguamente, iglesia Notre-Dame du Havre de Grâce, antes de ser elegida catedral en 1974) es un edificio gótico y de estilo renacentista, construida en los siglos XVI y XVII, con una fachada barroca. Es el edificio más antiguo del centro urbano de Le Havre (clasificado como Patrimonio de la humanidad por la Unesco) y uno de los pocos que escapó de la destrucción de la Segunda Guerra Mundial, tras recibir una restauración y reconstrucción parcial.
La consagración de la catedral de Le Havre tiene lugar el 7 de diciembre (si cae domingo, entonces la fecha se celebra el 6 de diciembre, como lo prevé el misal), la víspera de la Inmaculada Concepción, aunque generalmente se celebra el día siguiente durante la misa de la Inmaculada Concepción, en presencia del obispo de Le Havre (el 8 de diciembre de 2009 se celebraron los 35 años de la diócesis y el 35.º aniversario de la consagración de Notre-Dame de El Havre en la catedral).